# Феноманія

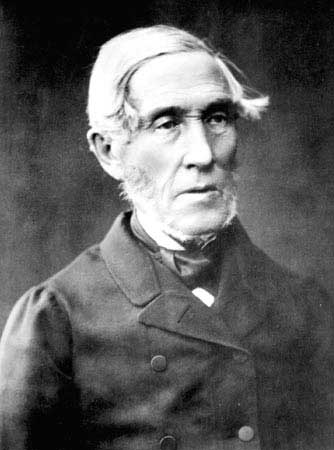
Юган-Вільгельм Снелльман

Феноманія або Фінський рух (фін. Fennomania) — фінський національно-визвольний рух, спрямований на перехід фінського населення зі шведської мови на фінську, та надання останній статусу державної і, створення незалежної Фінляндської держави, як від Швеції, так і від Росії, за мовним принципом. Найбільшого підйому рух досяг в період романтичного націоналізму, у другій половині XIX століття.

## Історія

### Передісторія та зародження
Рух фінофілів, який ратував за зміцнення позицій фінської мови і народних традицій, почав зароджуватися ще в кінці XVII-XVIII столітті. Одним з перших його прихильників був Даніель Юсленіус. У другій половині XVIII століття подібна система поглядів була широко представлена в колах Королівської академії Або. 
На початку XIX ст., коли Фінляндія була відокремлена від Швеції і стала частиною Росії (Велике князівство Фінляндське), в ній почався розвиток національного руху. Метою феноманів була загальна фінізація всього суспільного життя країни: фінська мова мала стати провідною у всіх сферах громадського життя автономії, а не тільки в побуті. Один з перших фінськомовних поетів Яакко Ютейні писав ще у 1820 році: «Мова — це залізний обруч, який згуртовує весь народ».
Термін «феноманія» ввів шведський письменник та історик літератури Лоренцо Гаммаршельд. За умовами часу феноманія отримала літературно-науковий напрям. На чолі руху стояли «будителі» фінської модерної нації: професор філософії та історії Гельсінґфорського університету Юган-Вільгельм Снелльман, поет Юган-Людвіґ Рунеберґ, збирач народного карело-фінського епосу «Калевала» Еліас Леннрот, Сантері Алкіо, Конрад-Віктор Зілліакус, Вігторі Косола та інші. Юган-Вільгельм Снелльман протягом 1863–1868 років він обіймав посаду віце-голови фінляндського Сенату. Головним гаслом Снелльмана було: «...нація повинна сподіватися лише на власні сили!».
Пізніше супротивниками феноманів на політичній арені стали шведомани, які відстоювали права шведської мови як знаряддя шведського культурного впливу у Фінляндії. Підтримку феноманам надавали насамперед селяни й лютеранське духівництво, а шведомани спиралися на шляхту й бюрґерство. Метою феноманів була загальна фінізація всього суспільного життя країни: фінська мова мала стати провідною у всіх сферах громадського життя автономії, а не тільки в побуті. Таких цілей не поділяли шведомани, вважаючи забаганки своїх опонентів необґрунтованими й небезпечними; свою політичну позицію вони мотивували тим, що, мовляв, шведська мова – берегиня західноєвропейського культурного спадку, а також гарант тісних контактів зі Скандинавією. Обидва ідейно-політичні угруповання — як феномани, так і шведомани — керувалися винятково патріотичними й національними почуттями, хоча основною ареною їхньої полемічної боротьби були не Сейм чи Сенат, а Гельсінґфорський університет і «Фінське літературне товариство». Як перші, так і другі сперечалися про те, що саме могло б стати найприйнятнішим для Фінляндії, аби уникнути надалі поглинання фінляндської автономії Російською імперією та її культурою, як це сталося в Польщі після «Січневого повстання» 1863 року.
Феномани Адольф-Івар Арвідссон та Юган-Якоб Тенґстрьом почали говорити про створення «незалежної держави» Фінляндії, яка б орієнтувалася на Європу, зберігаючи тісні зв'язки з Росією. Але насправді автором теорії стосовно Фінляндської держави був Ісраель Гвассер, який виклав свою концепцію у памфлетах 1830-х рр. Згідно з «фінляндською ідеєю», новоутворене Велике князівство Фінляндське ставало новим гегемоном у Східній Балтиці. Ідеї Гвассера підхопив молодий філософ Снелльман, який на початку 1830-х рр. тісно контактував зі студентами Гельсінґфорського університету, що перейнялися феноманськими ідеями. Однодумці об'єдналися в літературно-філософський гурток «Суботнє товариство» (фін. Lauantain-seura). Щосуботи учасники товариства збиралися в будинку одного з його членів і обговорювали нові твори літератури та філософії. Головним предметом розмов була філософія та естетика геґельянства, її осмислення з точки зору завдань фінського національного руху і розвитку літератури у Фінляндії. 
У 1832 році був заснований друкований орган «Суботнього товариства» — газета «Helsingfors Morgonbladet», головним редактором якої став Рунеберґ. Однак Снелльман, будучи активним учасником гуртка, не публікувався на сторінках газети через деякі розбіжності з головним редактором. Зокрема, патріотизм Рунеберґа був сповнений святобливості перед рідною природою, тоді як Снелльман вважав дрімучі фінські ліси нудними. 
У січня 1844 року Снелльман переїжджає до провінційного міста Куопіо для видання власної шведськомовної газети «Saima». Газета відображала вимоги сучасного індустріалізованого суспільства Фінляндії, критикуючи тих, хто, живучи в нових російських реаліях, застряг у шведській королівській традиції середини XVIII ст. Із літа 1845 року генерал-губернатор князь Меншиков почав стежити за статтями з газети «Saima», які для нього перекладали. Він доводив Снелльману, що із пропозиціями щодо поліпшення суспільного життя у Фінляндії слід звертатися безпосередньо до влади, а не викликати публічне невдоволення «нинішнім становищем країни…». А навесні 1846 року до газети був приставлений цензор. Восени 1846 року фінляндський Сенат на вимогу князя Меншикова скасував дозвіл на видавництво «Saima», а Снелльман з родиною повернувся до Гельсінґфорса. 
Першими феноманами в академічному середовищі були представники товариства «Аура» — Йохан Габріель Лінсен і професор Фредрік Берґбум, які видавали газету «Мнемозина», а також Адольф Івар Арвідссон, який випускав газету «Або Моргонблад».
Після 1848 року фінляндський національний рух було запідозрено у демагогічних тенденціях, тому його активні представники, зокрема Снелльман і Арвідссон, зазнали гонінь з боку генерал-губернатора Меншикова. «Похмуре семиріччя» 1848—1855 років позначилося на внутрішньополітичному житті Фінляндії, яка розглядалася російським самодержавством як зона проникнення революційних ідей у Росію. У 1850 році була заборонена видавнича діяльність фінською мовою, крім релігійної та сільськогосподарської літератури.

### Період правлінняОлександра II
У 1855 році до влади прийшов імператор Олександр II, утиски фіноманов почали поступово сходити нанівець. З 1854 року виконувачем обов'язків генерал-губернатора Фінляндії був призначений Федір Берґ. Саме через це взимку 1854—1855 років розпочалася суспільно-політична лібералізація в Фінляндії, що посилило розквіт фінського національного романтизму у вигляді руху феноманії, лідером якого остаточно утвердився Снелльман. 
Вже тоді Юрьйо-Коскінен на сторінках газети «Суометар» наполягав на створенні вищих навчальних закладів з викладанням фінською мовою. У 1858 в місті Ювяскюля була заснована перша фінська гімназія, яку очолив Вольмар Шільдт, а Гельсінґфорскій університет отримав дозвіл використовувати фінську мову на академічних диспутах. 
Снелльман активно демонстрував лояльність до імператора Олександра ІІ. Під час візиту Олександра II до Фінляндії у 1863 році Снелльман вніс пропозицію, щоб той схвалив надання офіційного статусу фінській мові, як нагороду фінському народові за його лояльність. Олександр II підтримав ініціативу Снелльмана, і в тому ж році був прийнятий «мовний маніфест», який наказував поступово протягом двадцяти років вводити фінську мову в офіційному діловодстві. У Санкт-Петербурзі не вірили, що фінська мова колись зможе дорости до такого рівня, однак побоювалися, що домінування шведської в громадському житті Фінляндії сприятиме проникненню небезпечних політичних впливів зі Швеції. Підтримуючи рух феноманів, російська влада мала на меті замінити шведську мову російською і зробити її офіційною мовою Фінляндії.

### Піднесення національної самосвідомості
З другої половини XIX століття фінський рух з національно-культурного починає переростати в національно-визвольний. Відкрито з'являються заклики до створення національної фінської держави, вперше зароджується ідея Великої Фінляндії. Велике значення для фінського національного мистецтва того часу мав кареліанізм, що зародився ще під впливом публікації «Калевали». 

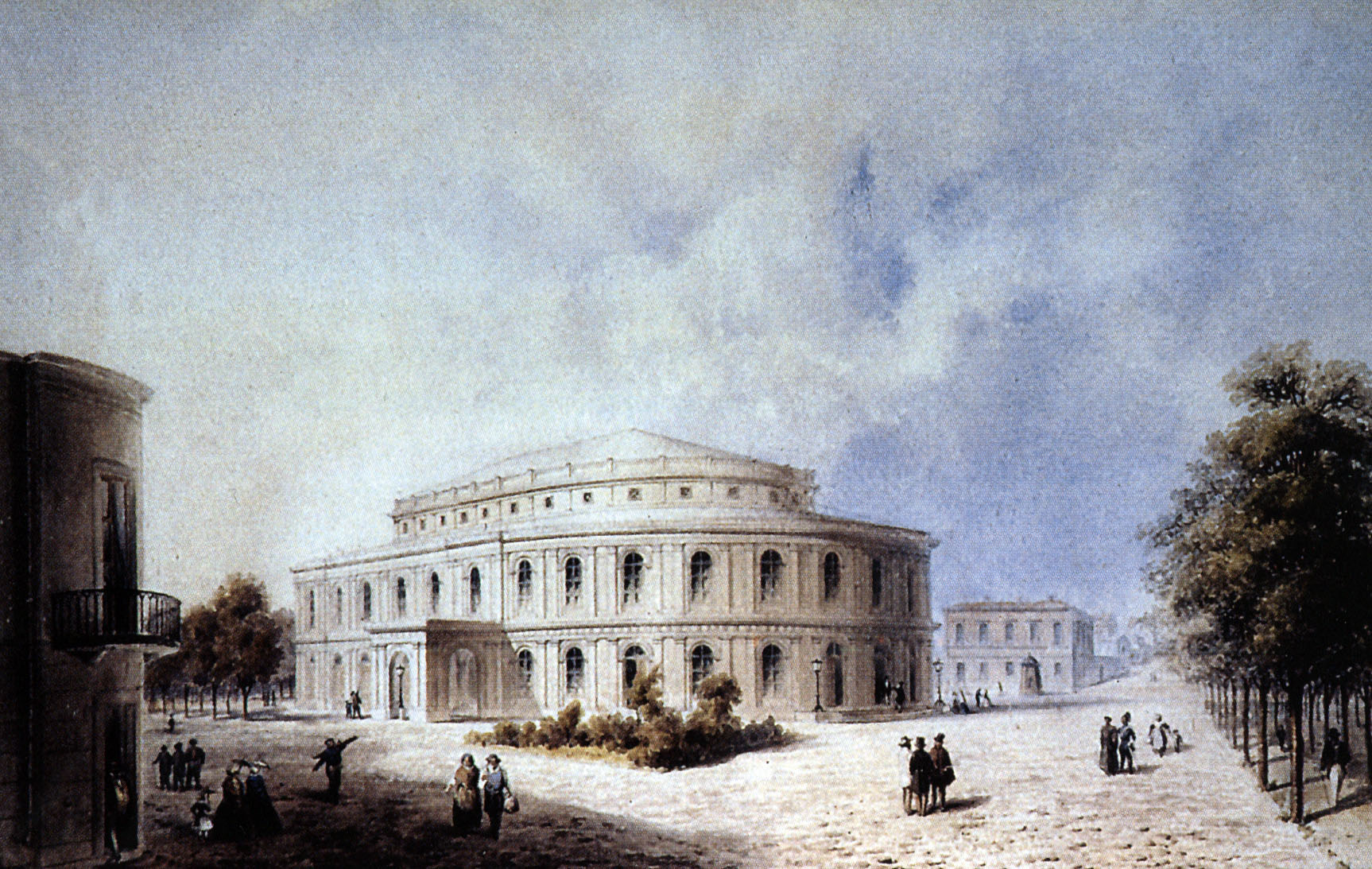
Шведський театр Гельсинґфорсу, де у листопаді 1899 року Ян Сібеліус диригував прем'єрою симфонічної поеми «Фінляндія».

### Посилення ролі фінської мови в освіті
У 1870-ті роки питання про створення фінськомовних шкіл викликало запеклі суперечки в сеймі. На той час уже були відкриті фінські гімназії в містах Ювяскюля, Куопіо, Йоенсуу і Гямеенлінна. Однак феномани на чолі з Юрьйо-Коскіненом і Агафоном Меурманом, підтримувані фінським селянством і духівництвом, наполягали на збільшенні числа фінських шкіл, підвищенні якості освіти в них, а також на обов'язкове навчання шведськомовних школярів фінської мови, проте їм перешкоджали шведомани. Спочатку уряд не підтримав вимоги феноманів, тому стало зростати число приватних фінськомовних шкіл. Однак у 1882 році, після переходу Юрьйо-Коскінена в Сенат, держава взяла фінансування цих шкіл на себе.

### Остаточне зміцнення становища фінської мови
В цілому, протягом XIX століття фінська мова істотно потіснила або зовсім витіснила шведську в усіх сферах суспільного життя. Остаточно формується літературна фінська мова, і фінські письменники і поети, починаючи з Алексіса Ківі, пишуть свої твори вже не шведською, а фінською; розвивається національний фінський театр. Фінська також стала робочою мовою Національного банку та інших великих організацій.
Згідно з новим маніфестом про мову від 1900 року, фінська мова була повністю зрівняна в правах зі шведською і російською, внаслідок чого її роль в управлінні ще більше зросла. До часу падіння самодержавства у 1917 році, фіни мали вже достатньо розвинуту національну самосвідомість, щоб здобути державну незалежність.